# Architektur der DDR
Architektur der DDR (fino al 1974 Deutsche Architektur; nel 1990 semplicemente Architektur) era una rivista di architettura, urbanistica ed edilizia edita nella Repubblica Democratica Tedesca dalla Deutsche Bauakademie e dal Bund Deutscher Architekten (BDA).
Venne pubblicata a partire dal 1952 e cessò le pubblicazioni nel 1990; era stampata inizialmente dalla Henschel-Verlag, e in seguito dal VEB Verlag für Bauwesen di Berlino.